# Anacleto Freitas
Anacleto Freitas (* 4. September 1973 in Nahareca, Viqueque, Portugiesisch-Timor) ist ein osttimoresischer Politiker und Mitglied der Partei Congresso Nacional da Reconstrução Timorense (CNRT). In der Gemeinde Viqueque ist er der Koordinator des CNRT.
Bei den Parlamentswahlen 2023 trat Freitas auf Platz 29 der Wahlliste des CNRT an und gewann einen Sitz im Parlament. Im 6. Nationalparlament Osttimors ist Freitas Mitglied des Ausschusses für Infrastruktur (Kommission E).